# Aleksandr Ragoelin
Aleksandr Pavlovitsj Ragoelin (Russisch: Александр Павлович Рагулин) (Moskou, 5 mei 1941 - aldaar, 17 november 2004) was een Sovjet-Russisch ijshockeyer.
Ragoelin maakte in 239 interlands voor de IJshockeyploeg van de Sovjet-Unie 29 doelpunten.
Ragoelin won tijdens de Olympische Winterspelen 1964, Olympische Winterspelen 1968 en Olympische Winterspelen 1972 de gouden medaille, de eerste twee olympische waren tevens wereldtitels.
Ragoelin werd tussen 1963 en 1973 tienmaal wereldkampioen. 

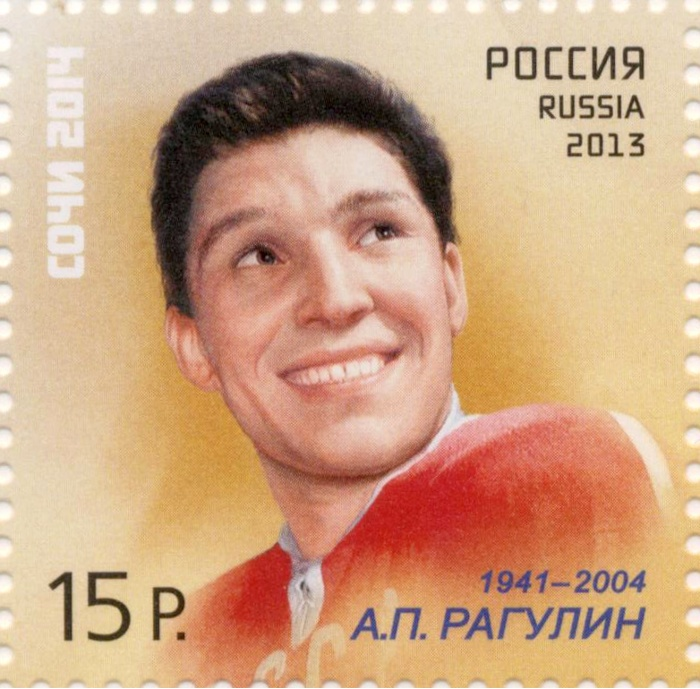
Aleksandr Ragoelin op een Russische postzegel uit 2013, uit de serie "Sportlegendes"